# Лондонски маратон
Лондонски маратон (на английски: London Marathon) е маратон, провеждан в Лондон всеки април от 1981 г. насам с изключение на периода на пандемията от коронавирус. Тогава (2020, 2021 и 2022 г.) маратонът е преместен през октомври. През 2025 г. маратонът се провежда на 27 април.
Състезанието е едно от най-масовите бягания и влиза в първата петица на най-престижните маратони (World Marathon Majors).